# Lista państw Europy
Lista państw Europy – lista państw i terytoriów zależnych Europy.
Na terenie Europy w całości lub częściowo znajduje się 46 państw uznawanych na arenie międzynarodowej. Ponadto do Europy zalicza się siedem terytoriów zależnych Danii, Norwegii i Wielkiej Brytanii. W Europie funkcjonuje również jedno państwo częściowo uznawane (Kosowo) oraz jedno państwo nieuznawane (Naddniestrze).
Największym europejskim państwem jest Rosja (17 098 242 km²), natomiast największym państwem znajdującym się w całości na terytorium Europy jest Ukraina (603 550 km²). Najludniejszym państwem na kontynencie europejskim również jest Rosja (142 021 981 mieszkańców), a najludniejszym państwem położonym w całości w Europie są Niemcy (84 316 622 mieszkańców). Najmniejszym zarówno pod względem powierzchni, jak i liczby ludności jest Watykan (0,44 km²; 825 mieszkańców).

## Lista państw
| = państwo członkowskie Unii Europejskiej |

| Flaga | Godło/Herb | Nazwa państwa | Stolica                                                                           | Pełna nazwa państwa | Język urzędowy                        | Powierzchnia   | Liczba ludności | Waluta            | Głowa państwa                                                        | Kod ISO |
| ----- | ---------- | --- | --------------------------------------------------------------------------------- | --- | ------------------------------------- | -------------- | --------------- | ----------------- | -------------------------------------------------------------------- | ------- |
|       |            | Albania Shqipëria                                                                                                  | Tirana Tiranë                                                                     | Republika Albanii Republika e Shqipërise | albański                              | 28 748 km²     | 3 095 344       | lek               | prezydent Bajram Begaj                                               | ALB     |
|       |            | Andora Andorra | Andora Andorra la Vella                                                           | Księstwo Andory Principat d’Andorra | kataloński                            | 468 km²        | 85 560          | euro              | współksiążę Emmanuel Macron współksiążę Josep-Lluís Serrano Pentinat | AND     |
|       |            | Austria Österreich                                                                                                 | Wiedeń Wien                                                                       | Republika Austrii Republik Österreich | niemiecki                             | 83 871 km²     | 8 913 088       | euro              | prezydent Alexander Van der Bellen                                   | AUT     |
|       |            | Belgia Belgique (francuski) België (niderlandzki) Belgien (niemiecki)                                              | Bruksela Bruxelles (francuski) Brussel(niderlandzki) Brüssel (niemiecki)          | Królestwo Belgii Royaume de Belgique (francuski) Koninkrijk België (niderlandzki) Königreich Belgien (niemiecki)                                                       | francuski, niderlandzki, niemiecki    | 30 528 km²     | 11 847 338      | euro              | król Filip I Koburg                                                  | BEL     |
|       |            | Białoruś Беларусь (białoruski) Белоруссия (rosyjski)                                                               | Mińsk Мінск (białoruski) Минск (rosyjski)                                         | Republika Białorusi Рэспубліка Беларусь (białoruski) Республика Беларусь (rosyjski)                                                                                    | białoruski, rosyjski                  | 207 600 km²    | 9 413 505       | rubel białoruski  | prezydent Alaksandr Łukaszenka                                       | BLR     |
|       |            | Bośnia i Hercegowina Bosna i Hercegovina (bośniacki) Bosna i Hercegovina (chorwacki) Босна и Херцеговина (serbski) | Sarajewo Sarajevo (bośniacki) Sarajevo (chorwacki) Сарајево (serbski)             | Bośnia i Hercegowina Bosna i Hercegovina (bośniacki) Bosna i Hercegovina (chorwacki) Босна и Херцеговина (serbski)                                                     | bośniacki, chorwacki, serbski         | 51 197 km²     | 3 816 459       | marka zamienna    | przewodniczący Željko Komšić                                         | BIH     |
|       |            | Bułgaria България                                                                                                  | Sofia София                                                                       | Republika Bułgarii Република България | bułgarski                             | 110 879 km²    | 6 873 253       | lew               | prezydent Rumen Radew                                                | BGR     |
|       |            | Chorwacja Hrvatska                                                                                                 | Zagrzeb Zagreb                                                                    | Republika Chorwacji Republika Hrvatska | chorwacki                             | 56 594 km²     | 4 188 853       | euro              | prezydent Zoran Milanović                                            | HRV     |
|       |            | Czarnogóra Црна Гора                                                                                               | Podgorica Подгорица                                                               | Czarnogóra Црна Гора | czarnogórski                          | 13 812 km²     | 604 966         | euro              | prezydent Jakov Milatović                                            | MNE     |
|       |            | Czechy Česko | Praga Praha                                                                       | Republika Czeska Česká republika | czeski                                | 78 867 km²     | 10 705 384      | korona czeska     | prezydent Petr Pavel                                                 | CZE     |
|       |            | Dania Danmark | Kopenhaga København                                                               | Królestwo Danii Kongeriget Danmark | duński                                | 43 094 km²     | 5 920 767       | korona duńska     | Król Fryderyk X                                                      | DNK     |
|       |            | Estonia Eesti | Tallinn                                                                           | Republika Estonii Eesti Vabariik | estoński                              | 45 228 km²     | 1 211 524       | euro              | prezydent Alar Karis                                                 | EST     |
|       |            | Finlandia Suomi (fiński) Finland (szwedzki)                                                                        | Helsinki (fiński) Helsingfors(szwedzki)                                           | Republika Finlandii Suomen tasavalta (fiński) Republiken Finland (szwedzki)                                                                                            | fiński, szwedzki                      | 338 145 km²    | 5 601 547       | euro              | prezydent Alexander Stubb                                            | FIN     |
|       |            | Francja France | Paryż Paris                                                                       | Republika Francuska République française | francuski                             | 643 801 km²    | 68 305 148      | euro              | prezydent Emmanuel Macron                                            | FRA     |
|       |            | Grecja Ελλάδα | Ateny Αθήνα                                                                       | Republika Grecka Ελληνική Δημοκρατία | grecki                                | 131 957 km²    | 10 533 871      | euro              | prezydent Konstandinos Tasulas                                       | GRC     |
|       |            | Hiszpania España                                                                                                   | Madryt Madrid                                                                     | Królestwo Hiszpanii Reino de España | hiszpański                            | 505 370 km²    | 47 163 418      | euro              | król Filip VI                                                        | ESP     |
|       |            | Holandia Nederland                                                                                                 | Amsterdam Haga des-Gravenhage / Den Haag                                          | Królestwo Niderlandów Koninkrijk der Nederlanden | niderlandzki                          | 42 525 km²     | 17 400 824      | euro              | król Wilhelm-Aleksander                                              | NLD     |
|       |            | Irlandia Ireland (angielski) Éire (irlandzki)                                                                      | Dublin (angielski) Baile Átha Cliath (irlandzki)                                  | Irlandia Ireland (angielski) Éire (irlandzki) | angielski, irlandzki                  | 70 273 km²     | 5 275 004       | euro              | prezydent Michael Higgins                                            | IRL     |
|       |            | Islandia Ísland | Reykjavík                                                                         | Islandia Ísland | islandzki                             | 103 125 km²    | 357 603         | korona islandzka  | prezydent Halla Tómasdóttir                                          | ISL     |
|       |            | Kazachstan Қазақстан (kazachski) Казахстан (rosyjski)                                                              | Astana Астана (kazachski) Астана (rosyjski)                                       | Republika Kazachstanu Қазақстан Республикасы (kazachski) Республика Казахстан (rosyjski)                                                                               | kazachski, rosyjski                   | 2 724 900 km²  | 19 398 331      | tenge             | prezydent Kasym Tokajew                                              | KAZ     |
|       |            | Liechtenstein | Vaduz                                                                             | Księstwo Liechtensteinu Fürstentum Liechtenstein | niemiecki                             | 160 km²        | 39 711          | frank szwajcarski | książę Jan Adam II                                                   | LIE     |
|       |            | Litwa Lietuva | Wilno Vilnius                                                                     | Republika Litewska Lietuvos Respublika | litewski                              | 65 300 km²     | 2 683 546       | euro              | prezydent Gitanas Nausėda                                            | LTU     |
|       |            | Luksemburg Luxembourg (francuski) Lëtzebuerg (luksemburski) Luxemburg (niemiecki)                                  | Luksemburg Luxembourg (francuski) Lëtzebuerg (luksemburski) Luxemburg (niemiecki) | Wielkie Księstwo Luksemburga Grand-Duché de Luxembourg (francuski) Groussherzogtum Lëtzebuerg (luksemburski) Großherzogtum Luxemburg (niemiecki)                       | francuski, niemiecki, luksemburski    | 2586 km²       | 650 364         | euro              | wielki książę Henryk                                                 | LUX     |
|       |            | Łotwa Latvija | Ryga Rīga                                                                         | Republika Łotewska Latvijas Republika | łotewski                              | 64 589 km²     | 1 842 226       | euro              | prezydent Edgars Rinkēvičs                                           | LVA     |
|       |            | Macedonia Północna Северна Македонија                                                                              | Skopje Скопје                                                                     | Republika Macedonii Północnej Република Северна Македонија | macedoński                            | 25 713 km²     | 2 130 936       | denar             | prezydent Gordana Siłjanowska-Dawkowa                                | MKD     |
|       |            | Malta (angielski) Malta (maltański)                                                                                | Valletta (angielski) Valletta (maltański)                                         | Republika Malty Republic of Malta (angielski) Repubblika ta’ Malta (maltański)                                                                                         | angielski, maltański                  | 316 km²        | 464 186         | euro              | prezydent Myriam Spiteri Debono                                      | MLT     |
|       |            | Mołdawia Moldova                                                                                                   | Kiszyniów Chișinău                                                                | Republika Mołdawii Republica Moldova | rumuński                              | 33 851 km²     | 3 287 326       | lej Mołdawii      | prezydent Maia Sandu                                                 | MDA     |
|       |            | Monako Monaco | Monako Monaco                                                                     | Księstwo Monako Principauté de Monaco | francuski                             | 2 km²          | 31 400          | euro              | książę Albert II Grimaldi                                            | MCO     |
|       |            | Niemcy Deutschland                                                                                                 | Berlin                                                                            | Republika Federalna Niemiec Bundesrepublik Deutschland | niemiecki                             | 357 022 km²    | 84 316 622      | euro              | prezydent Frank-Walter Steinmeier                                    | DEU     |
|       |            | Norwegia Norge | Oslo                                                                              | Królestwo Norwegii Kongeriket Norge | norweski                              | 323 802 km²    | 5 553 840       | korona norweska   | król Harald V                                                        | NOR     |
|       |            | Polska | Warszawa                                                                          | Rzeczpospolita Polska | polski                                | 312 696 km²    | 38 746 310      | złoty             | prezydent Karol Nawrocki                                             | POL     |
|       |            | Portugalia Portugal                                                                                                | Lizbona Lisboa                                                                    | Republika Portugalska República Portuguesa | portugalski                           | 92 090 km²     | 10 242 081      | euro              | prezydent Marcelo de Sousa                                           | PRT     |
|       |            | Rosja Россия | Moskwa Москва                                                                     | Federacja Rosyjska Российская Федерация | rosyjski                              | 17 098 242 km² | 142 021 981     | rubel rosyjski    | prezydent Władimir Putin                                             | RUS     |
|       |            | Rumunia România | Bukareszt București                                                               | Rumunia România | rumuński                              | 238 391 km²    | 18 519 899      | lej rumuński      | prezydent Nicușor Dan                                                | ROU     |
|       |            | San Marino | San Marino                                                                        | Republika San Marino Repubblica di San Marino | włoski                                | 61 km²         | 34 682          | euro              | kapitan regent Denise Bronzetti kapitan regent Italo Righi           | SMR     |
|       |            | Serbia Србија | Belgrad Београд                                                                   | Republika Serbii Република Србија | serbski                               | 77 474 km²     | 6 739 471       | dinar serbski     | prezydent Aleksandar Vučić                                           | SRB     |
|       |            | Słowacja Slovensko                                                                                                 | Bratysława Bratislava                                                             | Republika Słowacka Slovenská republika | słowacki                              | 49 035 km²     | 5 431 252       | euro              | prezydent Peter Pellegrini                                           | SVK     |
|       |            | Słowenia Slovenija                                                                                                 | Lublana Ljubljana                                                                 | Republika Słowenii Republika Slovenija | słoweński                             | 20 273 km²     | 2 101 208       | euro              | prezydent Nataša Pirc Musar                                          | SVN     |
|       |            | Szwajcaria Suisse (francuski) Schweiz (niemiecki) Svizra (romansz) Svizzera (włoski)                               | Berno Berne (francuski) Bern (niemiecki) Berna (romansz) Berna (włoski)           | Konfederacja Szwajcarska Confédération suisse (francuski) Schweizerische Eidgenossenschaft (niemiecki) Confederaziun svizra (romansz) Confederazione Svizzera (włoski) | francuski, niemiecki, romansz, włoski | 41 277 km²     | 8 508 698       | frank szwajcarski | prezydent Karin Keller-Sutter                                        | CHE     |
|       |            | Szwecja Sverige | Sztokholm Stockholm                                                               | Królestwo Szwecji Konungariket Sverige | szwedzki                              | 450 295 km²    | 10 483 647      | korona szwedzka   | król Karol XVI Gustaw                                                | SWE     |
|       |            | Turcja Türkiye | Ankara                                                                            | Republika Turecka Türkiye Cumhuriyeti | turecki                               | 783 562 km²    | 83 047 706      | lira turecka      | prezydent Recep Erdoğan                                              | TUR     |
|       |            | Ukraina Україна | Kijów Київ                                                                        | Ukraina Україна | ukraiński                             | 603 550 km²    | 43 528 136      | hrywna            | prezydent Wołodymyr Zełenski                                         | UKR     |
|       |            | Watykan Civitas Vaticana (łacina) Città del Vaticano (włoski)                                                      | Watykan Civitas Vaticana (łacina) Città del Vaticano (włoski)                     | Państwo Watykańskie Status Civitatis Vaticanæ (łacina) Stato della Città del Vaticano (włoski)                                                                         | łacina, włoski                        | 0,44 km²       | 825             | euro              | papież Leon XIV                                                      | VAT     |
|       |            | Węgry Magyarország                                                                                                 | Budapeszt Budapest                                                                | Węgry Magyarország | węgierski                             | 93 028 km²     | 9 699 577       | forint            | prezydent Tamás Sulyok                                               | HUN     |
|       |            | Wielka Brytania United Kingdom                                                                                     | Londyn London                                                                     | Zjednoczone Królestwo Wielkiej Brytanii i Irlandii Północnej United Kingdom of Great Britain and Northern Ireland                                                      | angielski                             | 243 610 km²    | 67 791 400      | funt szterling    | król Karol III                                                       | GBR     |
|       |            | Włochy Italia | Rzym Roma                                                                         | Republika Włoska Repubblica Italiana | włoski                                | 301 340 km²    | 61 095 551      | euro              | prezydent Sergio Mattarella                                          | ITA     |

## Lista państw o ograniczonym uznaniu międzynarodowym
| Flaga | Godło | Nazwa państwa                             | Stolica                                           | Pełna nazwa państwa                                              | Język urzędowy    | Powierzchnia | Liczba ludności | Waluta | Głowa państwa          |
| ----- | ----- | ----------------------------------------- | ------------------------------------------------- | ---------------------------------------------------------------- | ----------------- | ------------ | --------------- | ------ | ---------------------- |
|       |       | Kosowo Kosovë (albański) Косово (serbski) | Prisztina Prishtinë (albański) Приштина (serbski) | Republika Kosowa Prishtinë (albański) Република Косовo (serbski) | albański, serbski | 10 877 km²   | 1 952 701       | euro   | prezydent Vjosa Osmani |

## Lista państw bez uznania międzynarodowego
| Flaga | Godło | Nazwa państwa                                                                            | Stolica                                                                  | Pełna nazwa państwa | Język urzędowy                 | Powierzchnia | Liczba ludności | Waluta                 | Głowa państwa                 |
| ----- | ----- | ---------------------------------------------------------------------------------------- | ------------------------------------------------------------------------ | --- | ------------------------------ | ------------ | --------------- | ---------------------- | ----------------------------- |
|       |       | Naddniestrze Transnistria (mołdawski) Приднестровье (rosyjski) Придністров’я (ukraiński) | Tyraspol Tiraspol (mołdawski) Тираcполь (rosyjski) Тирасполь (ukraiński) | Naddniestrzańska Republika Mołdawska Republica Moldovenească Nistreană (mołdawski) Приднестровская Молдавская Республика (rosyjski) Придністровська Молдавська Республіка (ukraiński) | mołdawski, rosyjski, ukraiński | 4163 km²     | 469 000         | rubel naddniestrzański | prezydent Wadim Krasnosielski |

## Lista terytoriów zależnych
| Flaga | Godło | Nazwa terytorium                                      | Stolica                                                                     | Państwo         | Status terytorium              | Język urzędowy       | Powierzchnia | Liczba ludności | Waluta                             | Kod ISO |
| ----- | ----- | ----------------------------------------------------- | --------------------------------------------------------------------------- | --------------- | ------------------------------ | -------------------- | ------------ | --------------- | ---------------------------------- | ------- |
|       |       | Gibraltar                                             | Gibraltar                                                                   | Wielka Brytania | terytorium zamorskie           | angielski            | 6,7 km²      | 29 573          | funt gibraltarski                  | GIB     |
|       |       | Guernsey (angielski) Guernesey (francuski)            | Saint Peter Port Saint Peter Port (angielski) Saint-Pierre-Port (francuski) | Wielka Brytania | dependencja korony brytyjskiej | angielski, francuski | 78 km²       | 67 491          | funt Guernsey, funt szterling      | GGY     |
|       |       | Jan Mayen                                             | –                                                                           | Norwegia        | terytorium zależne             | norweski             | 377 km²      | 0               | korona norweska                    | SJM     |
|       |       | Jersey (angielski) Jersey (francuski)                 | Saint Helier Saint Helier (angielski) Saint-Hélier (francuski)              | Wielka Brytania | dependencja korony brytyjskiej | angielski, francuski | 116 km²      | 102 146         | funt Jersey, funt szterling        | JEY     |
|       |       | Svalbard                                              | Longyearbyen                                                                | Norwegia        | terytorium zależne             | norweski             | 62 045 km²   | 2926            | korona norweska                    | SJM     |
|       |       | Wyspa Man Isle of Man (angielski) Ellan Vannin (manx) | Douglas (angielski) Doolish (manx)                                          | Wielka Brytania | dependencja korony brytyjskiej | angielski, manx      | 572 km²      | 91 382          | funt manx, funt szterling          | IMN     |
|       |       | Wyspy Owcze Færøerne (duński) Føroyar (farerski)      | Thorshavn (duński) Tórshavn (farerski)                                      | Dania           | terytorium zależne             | duński, farerski     | 1393 km²     | 52 269          | korona Wysp Owczych, korona duńska | FRO     |